# Cornei
Cornei è una frazione del comune italiano di Alpago, in provincia di Belluno.
È il centro più popoloso dopo il capoluogo comunale. Si colloca all'inizio della val Turcana, alla confluenza del torrente Valturcana nel Tesa. Il paese è attraversato dalla ex strada statale 422 dell'Alpago e del Cansiglio (oggi strada provinciale), la quale si innesta qualche chilometro oltre con la strada statale 51 di Alemagna.
Inoltre ci fu anche una squadra di calcio di Cornei chiamata  "Rinascente Cornei"

## Variazioni
La circoscrizione territoriale ha subito le seguenti modifiche: sino al 2016 appartenente al comune di Puos d'Alpago, in seguito al referendum del 17 gennaio 2016 (entrato in vigore il 23 febbraio 2016) è confluita nel nuovo comune di Alpago.